# روبرت ريتشاردسون (كاتب)
روبرت ريتشاردسون (بالإنجليزية: Robert Richardson) (و. 1955 – م) هو منتج أفلام، ومصور سينمائي، وصحفي، وكاتب، من الولايات المتحدة الأمريكية، ولد في هاينيس.

## التعليم
تعلم في كلية رود أيلاند للتصميم، وجامعة فيرمونت.

## جوائز وترشيحات
حصل على جوائز منها:
- جائزة الأوسكار لأفضل تصوير سينمائي، عن عمل: جي اف كي
- جائزة الأوسكار لأفضل تصوير سينمائي، عن عمل: الطيار
- جائزة الأوسكار لأفضل تصوير سينمائي، عن عمل: هيوغو.

ترشح لـ:
- جائزة الأوسكار لأفضل تصوير سينمائي، عن عمل: فصيلة
- جائزة الأوسكار لأفضل تصوير سينمائي، عن عمل: أوغاد مجهولون
- جائزة الأوسكار لأفضل تصوير سينمائي، عن عمل: هيوغو
- جائزة الأوسكار لأفضل تصوير سينمائي، عن عمل: جانغو متحرر
- جائزة الأوسكار لأفضل تصوير سينمائي، عن عمل: الطيار
- جائزة الأوسكار لأفضل تصوير سينمائي، عن عمل: جي اف كي
- جائزة الأوسكار لأفضل تصوير سينمائي، عن عمل: Snow Falling on Cedars (film) [الإنجليزية]‏
- جائزة الأوسكار لأفضل تصوير سينمائي، عن عمل: ولد في الرابع من يوليو
- جائزة الأوسكار لأفضل تصوير سينمائي، عن عمل: الثمانية المكروهون.

## وصلات خارجية
- روبرت ريتشاردسون على موقع IMDb (الإنجليزية)
- روبرت ريتشاردسون على موقع قاعدة بيانات الأفلام العربية
- روبرت ريتشاردسون على موقع ألو سيني (الفرنسية)
- روبرت ريتشاردسون على موقع تيرنر كلاسيك موفيز (الإنجليزية)
- روبرت ريتشاردسون على موقع أول موفي (الإنجليزية)
- روبرت ريتشاردسون على موقع قاعدة بيانات الأفلام السويدية (السويدية)
- روبرت ريتشاردسون على موقع قاعدة بيانات الفيلم (الإنجليزية)
- روبرت ريتشاردسون على موقع كينوبويسك (الروسية)